# 刀悶晟圖
刀悶晟圖，清雲南鎮康州土司，是前任土司刀悶克彰之子。咸豐同治年間，發生雲南回變:28，1861年至1873年，鎮康被「杜文秀大理政權」所控制:28。1861年，杜文秀遣蔡發春領兵數萬，攻下鎮康:28:16。刀悶晟圖領土民抵抗，不敵敗走，被回軍俘虜:28:16。刀悶晟圖死時無子嗣。1878年，刀悶晟圖的胞弟刀悶錦圖襲封土司。:28:16